# Чавдар Гагов
Чавдар Цветков Гагов е български режисьор и продуцент.

## Биография
Роден е в град София на 27 декември 1955 г. Завършва ВИТИЗ „Кръстьо Сарафов" през 1981 г. със специалност кинорежисура.

## Филмография
- Супер баба (2002)
- Зона В-2 (1989)
- Фокстрот (1986)